# 43. Kavallerie-Brigade (Deutsches Kaiserreich)
Die 43. Kavallerie-Brigade war ein Großverband der Preußischen Armee.

## Geschichte
Im Zuge der Heereserweiterung wurde die Brigade durch Verordnung des Kriegsministeriums zum 1. Oktober 1913 errichtet. Das Kommando befand sich in Gumbinnen. Die Brigade gehörte zur 2. Division und ihr waren das Ulanen-Regiment „Graf zu Dohna“ (Ostpreußisches) Nr. 8 sowie das neu gebildete Jäger-Regiment zu Pferde Nr. 10 unterstellt.
Mit Ausbruch des Ersten Weltkriegs wurde die Brigade aufgelöst. Das Jäger-Regiment zu Pferde Nr. 10 trat als Divisionskavallerie zur 2. Infanterie-Division, das Ulanen-Regiment „Graf zu Dohna“ (Ostpreußisches) Nr. 8 zur 1. Infanterie-Division.

## Kommandeure
| Dienstgrad    | Name              | Datum                               |
| ------------- | ----------------- | ----------------------------------- |
| Württ. Oberst | Albert von Mutius | 01. Oktober 1913 bis 1. August 1914 |